# Адолф II фон Изенбург-Бюдинген
Адолф II фон Изенбург-Бюдинген-Вехтерсбах (на немски: Adolf II zu Ysenburg und Büdingen in Wächtersbach; * 26 юли 1795 във Вехтерсбах; † 22 август 1859 във Вехтерсбах) е граф на Изенбург-Бюдинген и господар на Вехтерсбах.

## Произход
Той е единственият син на граф Лудвиг Максимилиан I фон Изенбург-Бюдинген-Вехтерсбах (1741 – 1805) и съпругата му графиня Августа Фридерика Каролина фон Сайн-Витгенщайн-Хоенщайн (1763 – 1800), дъщеря на граф Йохан Лудвиг фон Сайн-Витгенщайн-Хоенщайн (1740 – 1796) и Фридерика Каролина Луиза фон Пюклер-Лимпург (1738 – 1772). По-големият му брат е граф Лудвиг Максимилиан II фон Изенбург-Бюдинген-Вехтерсбах (1791 – 1821).
През 1847 г. Адолф се отказва от управлението. Той умира на 22 август 1859 г. във Вехтерсбах и е погребан там.

## Фамилия
Адолф се жени на 14 октомври 1823 г. във Вехтерсбах за графиня Луиза Шарлота Филипина Фердинанда фон Изенбург-Филипсайх (* 19 февруари 1798; † 23 януари 1877), дъщеря на граф Хайнрих Фердинанд фон Изенбург-Бюдинген-Филипсайх (1770 – 1838) и графиня Амалия Изабела Сидония фон Бентхайм-Текленбург (1768 – 1822).  Те имат един син:
- Фердинанд Максимилиан III (1824 – 1903), от 9 октомври 1847 граф, от 17 август 1865 г. 1. княз на Изенбург-Бюдинген-Вехтерсбах, женен на 17 юли 1849 г. във Вилхелмсхьое за принцеса Августа фон Ханау графиня фон Шаумбург (1829 – 1887), дъщеря на Фридрих Вилхелм I, последният курфюрст na Хесен-Касел (1802 – 1875)